# Grevé
Grevé é um queijo sueco de consistência dura, cor amarelada, e com buracos no interior. É fabricado com leite de vaca, tendo um sabor algo adocicado, fazendo lembrar as nozes. Existe em duas variantes: Suave com 17% de gordura, e forte com 28%. O queijo Grevé existe desde 1963, sendo atualmente fabricado em três locais na Suécia: Umeå, Kristianstad e Kalmar. O criador deste queijo foi inspirado pelo queijo suíço Emmentaler e pelo queijo norueguês Jarlsberg.